# Babette Holtmann
Babette Holtmann (Waalre, 27 mei 1981) is een Nederlands zangeres en actrice. Ze studeerde aan het Conservatorium van Maastricht, vervolgens twee jaar aan het Western Wyoming Community College in Rock Springs (Wyoming) en studeerde in juli 2007 af aan het Conservatorium van Alkmaar.
In 2006 maakte ze haar musicaldebuut in het ensemble van Rembrandt. In het najaar van 2007 was Holtmann te zien in het televisieprogramma Op zoek naar Evita van de AVRO, waar ze de zevende plaats behaalde. Eind 2007 maakte ze haar filmdebuut als Rifka in de musicalfilm De Multi Culti Story die in september 2008 is uitgekomen op het Nederlands Film Festival in Utrecht.
In juni 2008 speelde Holtmann een rol in het ensemble van Joe - De Hemel Kan Wachten, een M-Lab-productie van Koen van Dijk. In het seizoen 2008-2009 heeft Holtmann in de musical Anatevka zowel de rol van oudste dochter Tzeitel als van Fromme Sarah gespeeld. De musical ging in première in Gouda en was tot eind mei 2009 in vele theaters in Nederland te zien.
In september 2009 was ze te zien op het Fringe Festival Amsterdam in de voorstelling Blue Shade van Transversal Theater Company, waarmee ze ook op een internationaal festival in Armenië gespeeld heeft. Deze voorstelling zal naar verwachting ook in 2010 nog op enkele internationale festivals te zien zijn.
In 2010 speelde Holtmann in de film Voorbijgangers de rol van Roos, een jonge moeder die in een 'foute' wereld terechtkomt. In datzelfde jaar vonden de opnames plaats van Caged, een psychologische thriller van Stephan Brenninkmeijer, waarin ze de tweede vrouwelijke hoofdrol voor haar rekening neemt. Caged ging in september 2011 in première.
In 2011 was Holtmann te zien als Sophie de Palma in het toneelstuk Masterclass, een verhaal over Maria Callas met Pia Douwes in de hoofdrol.